# Torre Boldone
Torre Boldone är en ort och kommun i provinsen Bergamo i regionen Lombardiet i Italien. Kommunen hade 8 777 invånare (2018).